# Éclipse lunaire du 7 août 2017
| Éclipse partielle de Lune du 7 août 2017                     | Éclipse partielle de Lune du 7 août 2017 |
| ------------------------------------------------------------ | ---------------------------------------- |
| L'éclipse du 7 août 2017 vue depuis le Koweït à 19 h 14 UTC. |                                          |
| Gamma                                                        | 0,8668                                   |
| Magnitude                                                    | 0,2464                                   |
| Localisation                                                 | Océan Indien, Afrique, Asie et Océanie   |
| Saros (membre de la série)                                   | 119 (62 sur 83)                          |
| Durée (h:min:s)                                              |                                          |
| Phases partielles                                            | 1 h 55 min 15 s                          |
| Phases pénombrales                                           | 5 h et 54 s                              |
| Contacts (UTC)                                               |                                          |
| P1                                                           | 15:50:02                                 |
| U1                                                           | 17:22:55                                 |
| Maximum                                                      | 18:20:28                                 |
| U4                                                           | 19:18:10                                 |
| P4                                                           | 20:50:56                                 |
|                                                              |                                          |

L'éclipse lunaire du 7 août 2017 est une éclipse partielle de Lune.

## Visibilité
L'éclipse fut visible de la totalité de l'océan Indien, et de la grande partie de l'Afrique, l'Asie et l'Océanie.

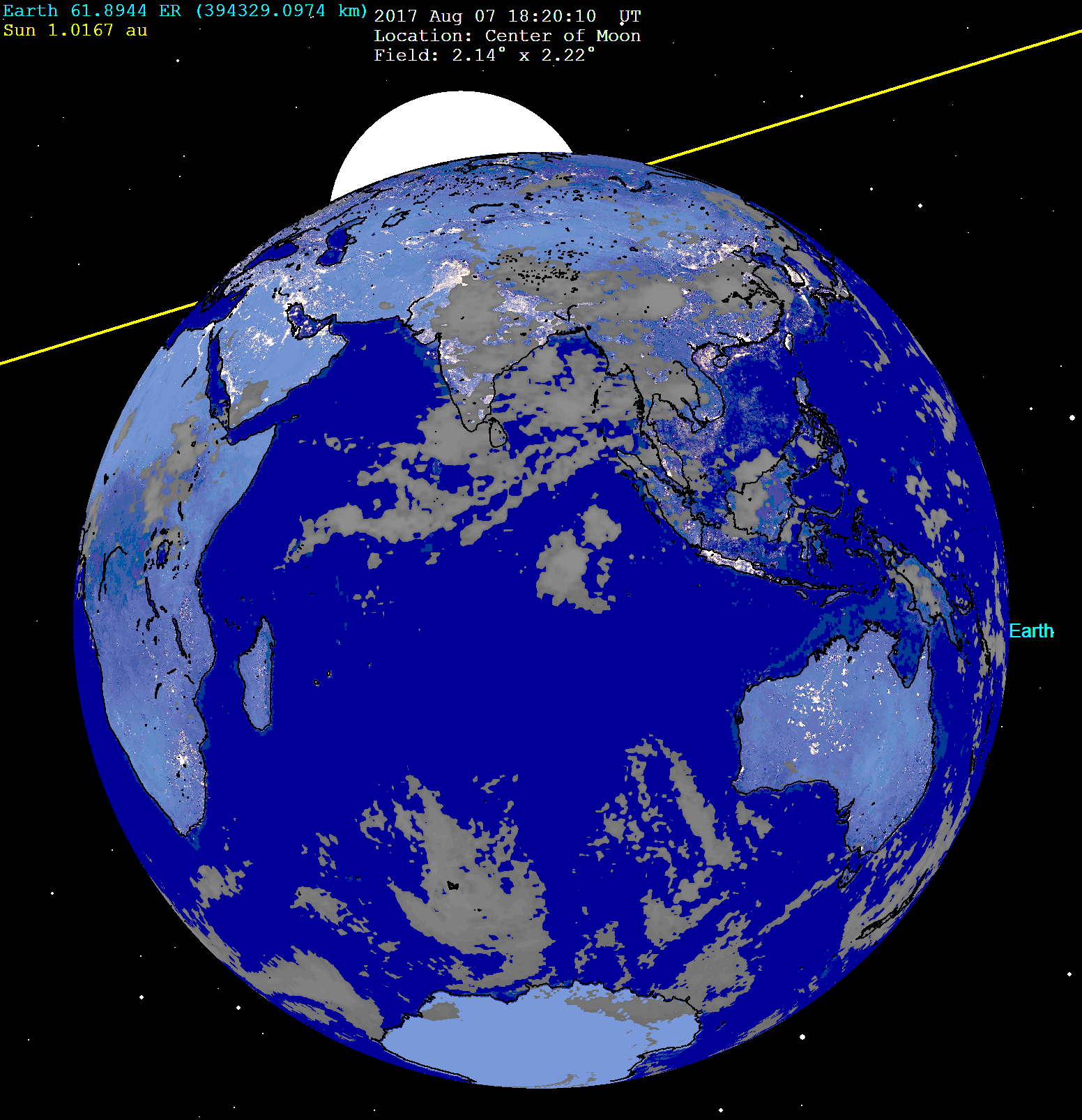
La Terre vue de la Lune lors du maximum de l'éclipse.

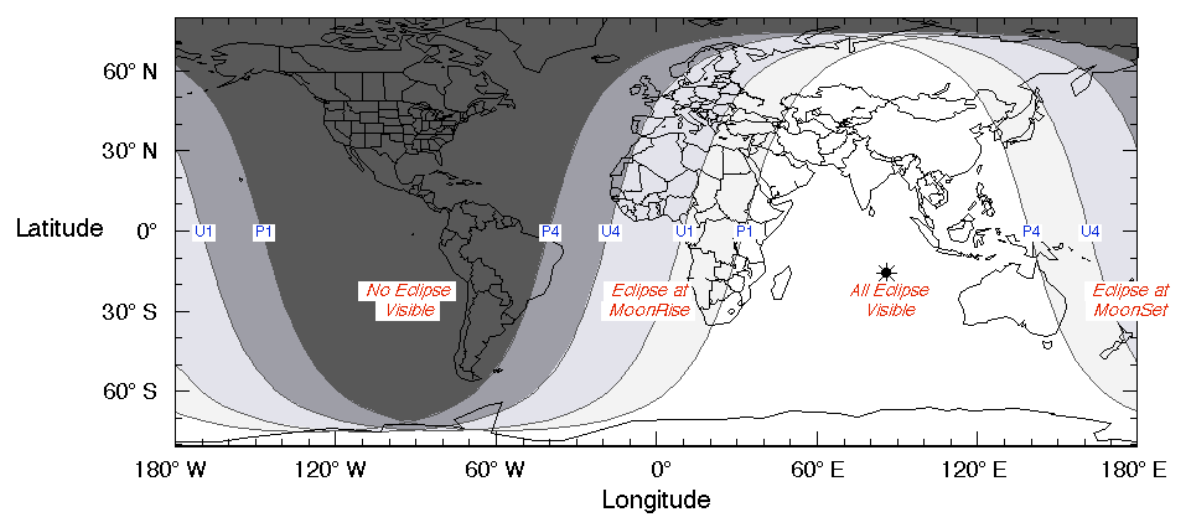
Carte mondiale de visibilité.